# Ko Mak
Ko Mak (auch: Ko Maak, Thai เกาะหมาก) ist eine Insel in Thailand.

## Geografie
Ko Mak gehört zur Provinz Trat und liegt im östlichen Golf von Thailand zwischen Ko Chang (nördlich) und Ko Kut (südlich) und hat einen Umfang von 27 Kilometer mit einigen Sandstränden. Die Insel hat einen Durchmesser von sechs Kilometer und die Form eines vierblättrigen Kleeblatts, die Fläche beträgt etwa 16 km². Im Gegensatz zu den vorgenannten ist Ko Mak weitgehend flach. Neben den schönen Stränden sind die vielen kleineren Inseln und Inselchen reizvoll. So liegt nördlich von Ko Mak die Insel Ko Wai, die von Korallenriffen umgeben ist, ruhige Strände und üppige tropische Flora aufweist. Auch das östlich vorgelagerte Ko Kradat verfügt über sehr schöne Strände.
Bei besonders niedriger Ebbe ist es möglich, nach Ko Kham zu wandern (etwa einen Kilometer nordwestlich von Ko Mak). Die Insel Ko Phi, nordwestlich von Ko Mak und südwestlich von Ko Kham, ist unbewohnt.
Ko Mak liegt nicht im Naturschutzgebiet und wird deswegen auch landwirtschaftlich genutzt. Hauptsächlich werden Kautschukbäume und Kokospalmen kultiviert.
Westlich von Ko Mak liegt die Inselgruppe von Ko Rang, die einen bergigen Charakter hat. Auf den Inseln werden Nester der Vogelart Salanganen  geerntet, aus denen dann die chinesische Schwalbennestersuppe hergestellt wird.

## Geschichte
Die frühe Besiedlung von Koh Mak begann mit Chao Sua Seng, der als Beamter für chinesische Angelegenheiten unter König Rama V. auf der Insel eine Kokosplantage anlegte. Später verkaufte er diese an Luang Prompakdee, ebenfalls königlicher Beamter und ursprünglich aus Ban Koh Po — einem bedeutenden Handels- und Verwaltungszentrum in der damaligen thailändischen Provinz Prachankiriket (heute Koh Kong, Kambodscha).
Im 19. Jahrhundert florierte Ban Koh Po als Umschlagplatz für Agrarprodukte wie Kautschuk und Gamboge. Hier lebten wohlhabende Familien, Händler und königliche Beamte. Besonders einflussreich war die Familie von Luang Prompakdee und Khun Mae Mulee, die für ihre Geschäfte und ihren Wohlstand bekannt war.
Mit den Verwaltungsreformen unter König Rama V. verlagerte sich der Regierungssitz aus Ban Koh Po. In dieser Zeit baute die Familie von Luang Prompakdee ihre Handelsaktivitäten weiter aus und prägte so die Wirtschaft der Region.

## Tourismus
Der Tourismus ist noch nicht sehr ausgeprägt. Es gibt zwölf Resorts oder Bungalowanlagen. Rund um die Insel ist Sporttauchen möglich. 
Es gibt eine Fährverbindung zum südlich von Trat gelegenen Laem Ngop, wobei die Überfahrt regulär drei Stunden dauert.
Daneben gibt es auch mehrmals am Tag Speedboatverbindungen, die von einigen Resorts angeboten werden und etwa eine Stunde dauern.